# Adsorptionskromatografi
Adsorptionskromatografi är en kemisk analysmetod, en typ av kromatografi. Den har en fast stationärfas med en vätska eller gas som mobilfas. Ju mer analyten fastnar (adsorberar) på stationärfasen desto längre tid tar det för den att passera genom systemet.